# Rhipidia (Rhipidia) synspilota
Rhipidia (Rhipidia) synspilota is een tweevleugelige uit de familie steltmuggen (Limoniidae). De soort komt voor in het Palearctisch en Oriëntaals gebied.